# Bartınspor
Bartın Spor Kulübü ist ein türkischer Fußballverein aus der Stadt Bartın und spielt momentan in der Bölgesel Amatör Lig.

## Geschichte
Bartınspor wurde 1935 gegründet und nahm zunächst nicht am türkischen Ligabetrieb teil, lediglich in den Sommermonaten wurde Fußball gespielt. 1963 nannte sich der Verein in Bartın Beşiktaş Spor Kulübü um und nahm am regionalen Spielbetrieb teil, bis 1970 spielte man noch in schwarz-weißen Trikots. Bei einer Hauptversammlung im Jahr 1970 wurde beschlossen, den Verein in den bis heute bestehenden Namen Bartınspor umzubenennen, die Vereinsfarben wurden auf grün-weiß umgeändert. 1972 erfolgte eine Fusion mit Bartıngençlik Spor Kulübü, man entschied sich, den Namen Bartınspor beizubehalten, die Vereinsfarben wurden nochmals geändert, diesmal auf rot-schwarz.
In den Jahren zwischen 1970 und 1974 erzielte der Verein zweimal den 1. Platz in der regionalen Liga, 1984 nahm man das erste Mal am professionellen Spielbetrieb, der dritten Liga, teil. In der Saison 1986/87 beendete man auf dem 4. Platz und stieg in die zweite Liga auf. Dort konnte man sich drei Saisons lang halten, bevor man in der Saison 1988/89 wieder in die dritte Liga absteigen musste. 1994 stieg der Club in die Amateurklasse ab. 1997/98 schaffte man erneut den Aufstieg in die 3. Liga, stieg dann aber wieder ab, im Folgejahr musste der Verein erneut den Gang in die Amateurklasse antreten.
Nachdem Bartınspor im Jahr 2009/10 Meister in der Amateurliga wurde, nahm der Verein an der von der TFF zur Saison 2011/12 neu gegründeten Bölgesel Amatör Lig teil. Dort belegten sie am Saisonende den 5. Platz und verpassten die Aufstiegsränge nur knapp. Seit der Saison 2011/12 spielt Bartınspor in der Bölgesel Amatör Lig.